# 市政厅广场 (汉堡)

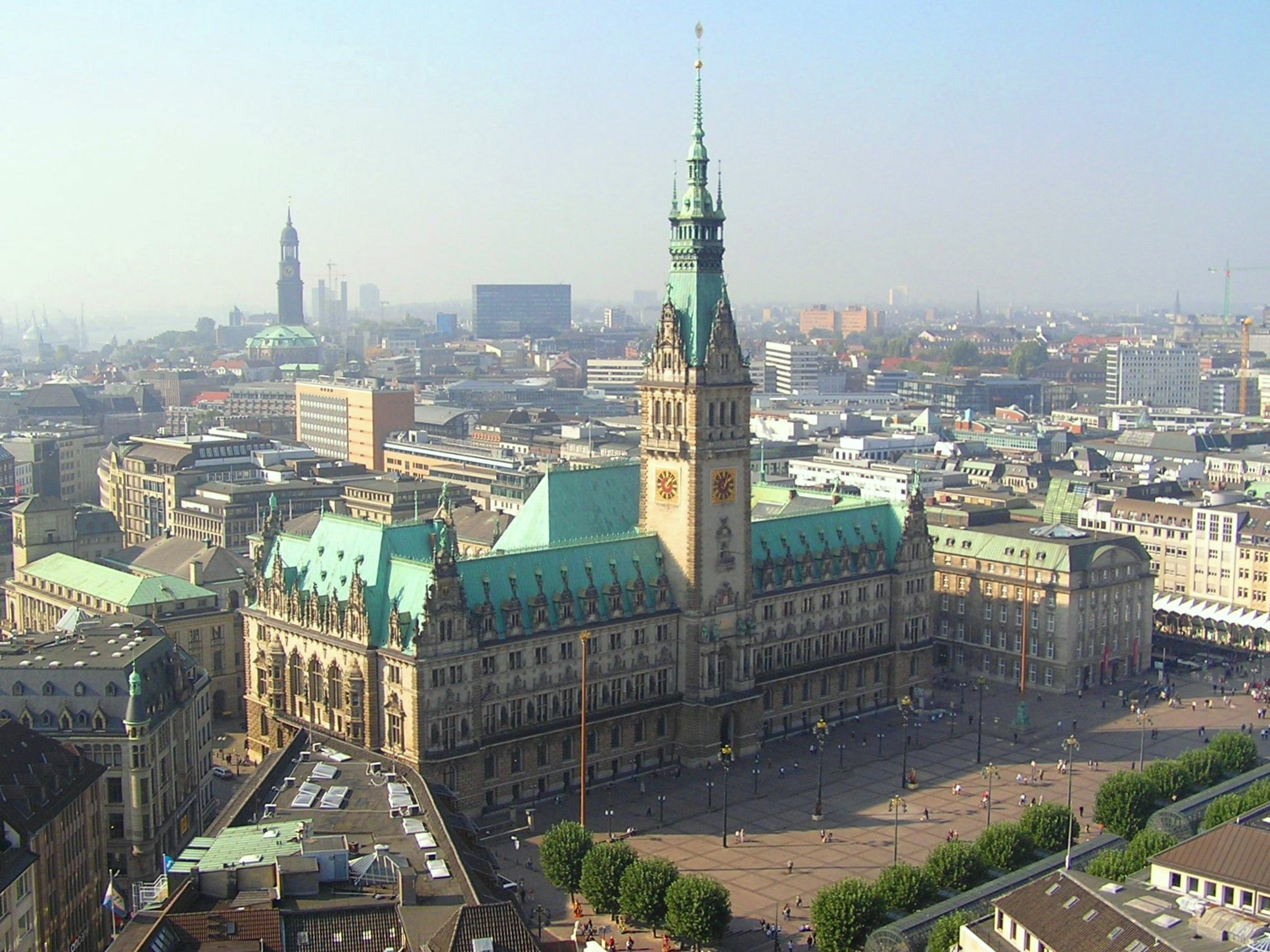
Blick vom Turm St. Petris, im Hintergrund links Der Michel

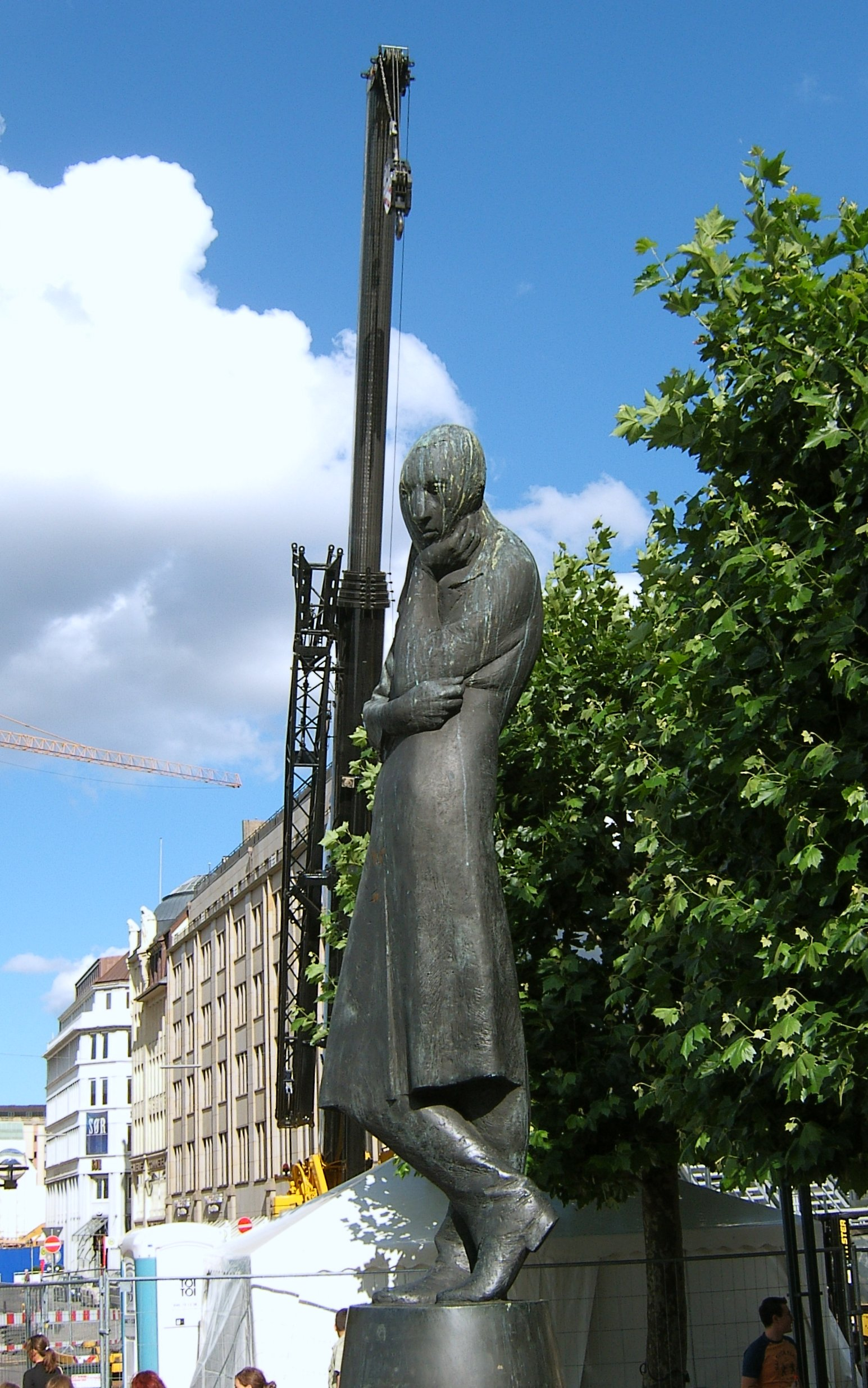
广场东南部的海涅像

市政厅广场（Rathausmarkt）是德国汉堡市的一个广场，位于汉堡市政厅前。
汉堡市政厅重建于1842年大火之后，当时模仿了威尼斯的圣马可广场。1933年4月19日更名为希特勒广场。1945年恢复原名。